# Narodne nošnje na razglednicama
Narodne nošnje na razglednicama, izložba koju su u predvorju kina, a u povodu mađarskog nacionalnog praznika 15. III, u Belom Manastiru 2006. godine priredili Demokratska zajednica Mađara Hrvatske, udruga Beli Manastir, i "Mađarska katolička žena". 
Na izložbi su bile izložene 73 razglednice (i njihove na format A-3 uvećane kopije u boji) iz kolekcije od 350 razglednica s narodnim nošnjama, koju je skupio poznati belomanastirski kolekcionar Lajoš Nađ (Lajos Nagy).

Na izloženim razglednicama uglavnom su bile mađarske narodne nošnje s teritorija današnje Mađarske, Slovačke i Rumunjske, ali i šokačke nošnje iz baranjskih Torjanaca, potom srpske nošnje (Prizren, Peć, Kosovo, Šumadija, Vojvodina), pa nošnje iz BiH (Zmijanje), iz Makedonije (Galičnik), Crne Gore (Krivošije) te po jedna romska i turska nošnja.